# Liste de racines grecques (lettre C)
Pour un article plus général, voir Racine grecque.
| Racine                                                                            | Origine grecque                                                                                                 | Sens | Exemples de mots comportant la racine |
| --------------------------------------------------------------------------------- | --- | --- | --- |
| cac-                                                                              | κακός (kakós)                                                                                                   | Mauvais | voir caco- |
| cacab-                                                                            | κακκαβίς (kakkabís) ; κακκαβίζω (kakkabízô)                                                                     | Perdrix ; pousser un cri (en parlant de la perdrix), cacaber | Cacabement, Cacaber |
| cach-                                                                             | κακός (kakós)                                                                                                   | Mauvais | voir caco- |
| caco-, cac- ; cach-                                                               | κακός (kakós)                                                                                                   | Mauvais | Caca, Cacocholie, Cacochondrite, Cacochylie, Cacochyme, cacocratie, cacodémon, Cacodyle, Cacoèthe, Cacogenèse, Cacographie, Cacolalie, Cacologie, Caconomie, Cacopathie, Cacophagie, Cacophémie, Cacophonie, Cacopragie, Cacopyge, Cacositie, Cacosmie, Cacosphyxie, Cacostomie, Cacothanasie, Cacothymie, Cacotrophie, Cacoxénite, Cacozélie ; Cachexie |
| -cact-, -cactus                                                                   | κάκτος (káktos)                                                                                                 | Artichaut épineux, cardon, épine | Cactacée, Cactier, Cactus, Disocactus, Échinocactus, Melocactus |
| cadm-                                                                             | καδμεία (kadmeía)                                                                                               | Calamine, pierre calamineuse (minerai de zinc) | Cadmiage, Cadmie, Cadmium |
| caeno-, cæno-                                                                     | καινός (kainós)                                                                                                 | Nouveau, récent | voir céno-1 |
| cal-                                                                              | κάλλος (kállos) ; κάλος (kalós) ; préfixe καλλι- (kalli-)                                                       | Beauté ; beau ; beau- | voir -calle |
| calam- ; calm- ; chalem-, chalém-, chalum-                                        | κάλαμος (kálamos)                                                                                               | Roseau, canne, chaume, paille | Calamagrostis, Calamar, Calamarata, Calame, Calamide, Calamus, Calamistrer, Calamite, Calamité, Calamiteux, Calamophile ; Calmar ; Chalémie, Chalumeau |
| -calamin-                                                                         | καδμεία(kadmeía)                                                                                                | Calamine, pierre calamineuse (minerai de zinc) | Calamine, Calaminer, Anticalaminant, Décalaminer |
| calandr-1 ;                                                                       | κύλινδρος (kúlindros)                                                                                           | Cylindre, corps rond ou cylindrique | voir -cylindr- |
| -calandr-2                                                                        | κάλανδρα (kálandra)                                                                                             | Sorte d'alouette | Calandre2 (sorte d'alouette) |
| -calc-, -calq- ; chau- ; -kalk                                                    | χάλιξ (khálix)                                                                                                  | Petite pierre, caillou | Calcaire, Calcémie, Calcicole, Calcification, Calcifuge, Calcilithe, Calcin, Calcination, Calcique, Calcite, Calcium, Calciurie, Calcul, Calculabilité, Calculateur, Forcalquier, Hypercalcémie, Ostéocalcine ; Chaufour1, Chaufour2, Chaulage, Chaux ; Muschelkalk, Wellenkalk |
| calcédo-                                                                          | χαλκηδών (khalkêdốn)                                                                                            | Chalcédoine (cité grecque de Bithynie, actuellement en Turquie), calcédoine antique | voir chalcédo- |
| -calic-                                                                           | κάλυξ (kálux)                                                                                                   | Enveloppe d'une fleur ou d'un fruit, calice | Calice, Calicule |
| -calle, -calli-, callu- ; cal-, calo- ; kal-                                      | κάλλος (kállos) ; κάλος (kalós) ; préfixe καλλι- (kalli-)                                                       | Beauté ; beau ; beau- | Callias, Callicratès, Calligramme, Calligraphie, Callimaque, Calliope, Callippos, Callipyge, Callirrhoé, Calliste1, Calliste2, Callisthène, [[Callisto (mythologie)\|Callisto]], Callistrate, Callune, Hémérocalle ; Calanthe, Caléidoscope, Calobate, Calocère, Caloduc, Calomel, Calophyllum, Caloprymne, Calopsitte, Calopteryx, Calosome, Calothorax, Calotype ; Kaléidoscope, Kalos1 , Kalos2 |
| calli-                                                                            | κάλλος (kállos) ; κάλος (kalós) ; préfixe καλλι- (kalli-)                                                       | Beauté ; beau ; beau- | voir -calle |
| callu-                                                                            | κάλλος (kállos) ; κάλος (kalós) ; préfixe καλλι- (kalli-)                                                       | Beauté ; beau ; beau- | voir -calle |
| calm-                                                                             | κάλαμος (kálamos)                                                                                               | Roseau, canne, chaume, paille | voir calam- |
| calo-                                                                             | κάλλος (kállos) ; κάλος (kalós) ; préfixe καλλι- (kalli-)                                                       | Beauté ; beau ; beau- | voir -calle |
| -calq-                                                                            | χάλιξ (khálix)                                                                                                  | Petite pierre, caillou | voir -calc- |
| -calyp-                                                                           | καλύπτω (kalúptô)                                                                                               | Couvrir, envelopper, cacher | Calypso, Calypter, Calyptère, Acalyptère, Apocalypse, Eucalyptus |
| camar-                                                                            | κάμμαρος (kámmaros)                                                                                             | Crevette | voir gammar- |
| cambar-                                                                           | κάμμαρος (kámmaros)                                                                                             | Crevette | voir gammar- |
| camé-                                                                             | χαμαί (khamaí)                                                                                                  | rampant, couché, à terre, nain | voir chamae- |
| -camel- ; camér- ; chame-1 ; chambr-, chamb-                                      | κάμπτω (kámptô) → κάμηλος(kámêlos) ; καμάρα (kamára)                                                            | Courber, plier → chameau, chamelle ; voûte, chambre voûtée | Camelidés, Camelle, Hippocampéléphantocamélos ; Caméra, Camériste, Camerlingue ; Chameau, Chamelier ; Chambre, Chambrer, Chambrière, Antichambre ; Chambellan, Chamberlain |
| camér-                                                                            | κάμπτω (kámptô) → κάμηλος(kámêlos) ; καμάρα (kamára)                                                            | Courber, plier → chameau, chamelle ; voûte, chambre voûtée | voir -camel- |
| camo-                                                                             | χαμαί (khamaí)                                                                                                  | rampant, couché, à terre, nain | voir chamae- |
| can-1                                                                             | κάννα (kánna) , κανών (kanốn)                                                                                   | Roseau, tige de roseau | voir cann- |
| can-2                                                                             | κῶνος (kõnos)                                                                                                   | Cône, pomme de pin, cimier | voir con- |
| caneb-                                                                            | κανναβίς (kánnabis)                                                                                             | Chanvre | voir cannab- |
| cann- ; can-1                                                                     | κάννα (kánna) , κανών (kanốn)                                                                                   | Roseau, tige de roseau | Canna, Cannaie, Cannelle ; Canet, Canon, Canonial, Canonique, Canonisation, Canule, Canyon |
| cannab- ; caneb- ; chanvre ; chènev- ; chennev-                                   | κανναβίς (kánnabis)                                                                                             | Chanvre | Cannabiculteur, Cannabidiol, Cannabinoïde, Cannabinol, Cannabinomane, Cannabique, Cannabis, Cannabisme ; Canebière ; Chanvre ; Chènevière, Chènevis ; Chennevières |
| -canth-                                                                           | κανθός (kanthós)                                                                                                | Coin de l'œil où se forment les larmes | Épicanthus, Eurycantha |
| cantharid-                                                                        | κανθαρίς (kantharís)                                                                                            | Insecte (nuisant au blé ou à la vigne), scarabée, cantharide | Cantharide, Cantharidine |
| -capn-                                                                            | καπνός (kapnós)                                                                                                 | Vapeur, fumée | Capnie, Capnode, Capnographie, Capnoïde, Hypercapnie, Hypocapnie |
| câpr-                                                                             | κάππαρις (kápparis)                                                                                             | Câprier, câpre | Câpre1, Câpre2, Câpresse, Câprier, Capron, Capronier |
| -capse                                                                            | κάπτω (káptô) → κάψις (kápsis)                                                                                  | Avaler gloutonnement, engloutir → absorption gloutonne | Carpocapse |
| carab-, carav- ; crab- ; escarb- ; scarab- ; gabar-                               | κάραβος (kárabos)                                                                                               | Escarbot, crabe, scarabée, homard, langouste | Carabe, Caravelle ; Crabe ; Escarbot ; Scarabée ; Gabare |
| caractér-, caractèr-                                                              | χαρακτήρ (kharaktếr)                                                                                            | Signe gravé, empreinte, marque, caractère | Caractère, Caractériel, Caractériser, Caractéristique |
| carav-                                                                            | κάραβος (kárabos)                                                                                               | Escarbot, crabe, scarabée, homard, langouste | voir carab- |
| -carcér- ; chartre- ; cart-2                                                      | κάρκαρον(kárkaron)                                                                                              | Prison | Carcéral, Carcérule, Carcérule, Décarcération, Désincarcération, Incarcération, Incarcérer ; Chartre (prison), Chartreux, Chartreuse ; Cartusien |
| carchar-                                                                          | κάρχαρος (kárkharos)                                                                                            | Aiguisé | Carcharodon |
| carcin(o)-                                                                        | καρκίνος (karkínos)                                                                                             | Crabe, écrevisse, chancre, cancer | Carcinogénèse, Carcinologie, Carcinolyse, Carcinome, Carcinos |
| -cardi(o)-                                                                        | καρδία (kardía)                                                                                                 | Cœur, cardia | Cardia, Cardiologie, Électrocardiogramme, Myocarde, Tachycardie |
| caria-                                                                            | κάρυον (káruon)                                                                                                 | Noix, noyau, pépin | voir -caryo- |
| -carot-                                                                           | καρωτόν (karôtón)                                                                                               | Carotte | Carotène, Caroténoïde, Carotte, Alphacarotène, Bétacarotène |
| carotid-                                                                          | καρόω (karóô) → καρωτικός (karôtikós) ; καρωτίδες(karôtídes)                                                    | Endormir, engourdir, hébéter → soporifique, qui donne un sommeil lourd et pénible ; artères carotides | Carotide |
| carp-, -carpe1, carpo-1, -carpé                                                   | καρπός1,(karpós)                                                                                                | Fruit | Carpadèle, Carpelle, Carpidie, Carpique, Carpobalsame, Carpobole, Carpocapse, Carpogone, Carpolithe, Carpologie, Carpomorphe, Carpomyze, Carpophage, Carpophile, Carpophobe, Carpophore, Carpophylle, Carpos, Carpothèque, Acanthocarpe, Acarpe, Acridocarpe, Acrocarpe, Actinocarpe, Amphicarpe, Angiocarpe, Anomocarpe, Artocarpe, Ascocarpe, Callicarpe, Caryocarpe, Caulocarpe, Cératocarpe, Chrysocarpe, Conocarpe, Crémocarpe, Cryptocarpe, Cyanocarpe, Cyclocarpe, Cylindrocarpe, Dasycarpe, Deltocarpe, Dicarpe, Dictyocarpe, Écalyptrocarpe, Échinocarpe, Encarpe, Endocarpe, Ériocarpe, Érythrocarpe, Épicarpe, Exocarpe, Gamocarpe, Goniocarpe, Gymnocarpe, Gyrocarpe, Hématocarpe, Hémicarpe, Hétérocarpe, Holocarpe, Hyménocarpe, Hypocarpe, Hypophyllocarpe, Isocarpé, Isthmocarpe, Lépidocarpe, Liocarpe, Lithocarpe, Méricarpe, Mésocarpe, Monocarpe, Oenocarpe, Oligocarpe, Pancarpe, Paracarpe, Péricarpe, Phanérocarpe, Physocarpe, Pilocarpe, Pleurocarpe, Podocarpe, Polycarpe, Pseudocarpe, Ptérocarpe, Pycnocarpe, Rhaptocarpe, Rhizocarpe, Ruficarpe, Sarcocarpe, Schistocarpe, Sphérocarpe, Sporocarpe, Syncarpe, Trachycarpe, Xylocarpe |
| -carpe1, -carpé                                                                   | καρπός1(karpós)                                                                                                 | Fruit | voir carp- |
| -carpe2, carpo-2                                                                  | καρπός2(karpós)                                                                                                 | Jointure, poignet | Carpe, Carpien, Carpopodite, Métacarpe |
| carpo-1                                                                           | καρπός1(karpós)                                                                                                 | Fruit | voir carp- |
| carpo-2                                                                           | καρπός2(karpós)                                                                                                 | Jointure, poignet | voir -carpe2 |
| cart-1                                                                            | χάρτης (khártês)                                                                                                | feuille (de papyrus ou de papier) | voir chart- |
| cart-2                                                                            | κάρκαρον(kárkaron)                                                                                              | Prison | voir -carcér- |
| carto-                                                                            | χάρτης (khártês)                                                                                                | feuille (de papyrus ou de papier) | voir chart- |
| -caryo- ; caria-                                                                  | κάρυον (káruon)                                                                                                 | Noix, noyau, pépin8 | Caryocinèse, Caryogamie, Caryophyllacées, Caryopse, Caryotype, Eucaryote, Procaryote ; Cariatide |
| castagn- ; castaign- ; castan- ; catten- ; châtai- ; châten-                      | κάστανον(kástanon)                                                                                              | Châtaigne | Castagne, Castagné, Castagnette, Castagniccia, Castagniers, Castagnole1, Castagnole2 ; Castaignos ; Castaneda1, Castaneda2, Castanet1, Castanet2, Castanet3, Hippocastanacée ; Cattenières ; Châtaigne, Châtaignier, Châtain ; Châtenay, Châtenois1, Châtenois2 |
| castaign-                                                                         | κάστανον (kástanon)                                                                                             | Châtaigne | voir castagn- |
| castan-                                                                           | κάστανον (kástanon)                                                                                             | Châtaigne | voir castagn- |
| castor ; Kástôr                                                                   | κάστωρ (cástôr) ; Κάστωρ (Kástôr)                                                                               | Castor, safran ; Castor (frère jumeau de pollux) | Castor ; Dioscure Kástôr |
| cat-                                                                              | κατὰ(préposition)(katà) ; κατα- (kata-) (préfixe) ; κάτω (kátô) (adverbe)                                       | Du haut de, sur, dans, contre, pendant, à travers, en face de, contre, selon, au fond de ; en bas, dessous, en descendant, vers l'aval, à travers, jusqu'au bout, complètement, à l'extrême, contre ; de haut en bas, vers le bas | voir cata- |
| cata- ; cat-, -caté- ; cath- ; cato-                                              | κατὰ(préposition)(katà) ; κατα- (kata-) (préfixe)(katá) ; κάτω (kátô) (adverbe)                                 | Du haut de, sur, dans, contre, pendant, à travers, en face de, contre, selon, au fond de ; en bas, dessous, en descendant, vers l'aval, à travers, jusqu'au bout, complètement, à l'extrême, contre ; de haut en bas, vers le bas | Catabolisme, Catachrèse, Cataclysme, Catacombes, Catadioptre, Catalepsie, Catalogue, Catalyse, Cataplasme, Cataplexie, Cataracte, Catarrhe, Catastrophe, Catatonie ; Cation, Catéchumène, Catégorie, Catergol, Autocatégorème ; Cathédrale, Cathepsine, Cathéter, Cathode, Catholique ; Catoblépas |
| caté-                                                                             | κατὰ(préposition)(katà) ; κατα-(préfixe)(kata-) ; κάτω (kátô) (adverbe)                                         | Du haut de, sur, dans, contre, pendant, à travers, en face de, contre, selon, au fond de ; en bas, dessous, en descendant, vers l'aval, à travers, jusqu'au bout, complètement, à l'extrême, contre ; de haut en bas, vers le bas | voir cata- |
| catéch-                                                                           | ἠχέω (êkhéô) → ἠχώ (êkhố) ; κατηχέω (katêkhéô)                                                                  | Faire retentir, faire résonner → son, bruit, bruit répercuté, écho, rumeur ; faire retentir aux oreilles, instruire de vive voix, catéchiser                                                                                      | voir écho- |
| cath-                                                                             | κατὰ(préposition)(katá) ; κατα- (kata-) (préfixe) ; kátô (adverbe)                                              | Du haut de, sur, dans, contre, pendant, à travers, en face de, contre, selon, au fond de ; en bas, dessous, en descendant, vers l'aval, à travers, jusqu'au bout, complètement, à l'extrême, contre ; de haut en bas, vers le bas | voir cata- |
| cathar- ; cather-                                                                 | καθαρός (katharόs)                                                                                              | Pur, propre, sans souillure | Cathare, Catharsis ; Catherine, Catherinette |
| cather-                                                                           | καθαρός (katharόs)                                                                                              | Pur, propre, sans souillure | voir cathar- |
| cato-                                                                             | κατὰ(préposition)(katá) ; κατα- (kata-) (préfixe) ; κάτω (kátô) (adverbe)                                       | Du haut de, sur, dans, contre, pendant, à travers, en face de, contre, selon, au fond de ; en bas, dessous, en descendant, vers l'aval, à travers, jusqu'au bout, complètement, à l'extrême, contre ; de haut en bas, vers le bas | voir cata- |
| catten-                                                                           | κάστανον (kástanon)                                                                                             | Châtaigne | voir castagn- |
| -caul-                                                                            | καυλός (kaulós)                                                                                                 | Tige, garde, hampe | Caulerpe, Caulocarpe, Caulorrhize, Acaule, Amplexicaule, Pygocaule |
| caus-                                                                             | καίω (kaíô) ; καυσόω (kausóô) → καυστός (kaustós) ; καυτήρ (kautếr)                                             | Brûler ; brûler → brûlé, combustible ; brûleur, fer brûlant, marque de brûlure | voir -caust- |
| -caust- ; caus- ; -caut-                                                          | καίω (kaíô) ; καυσόω (kausóô) → καυστός (kaustós) ; καυτήρ (kautếr)                                             | Brûler ; brûler → brûlé, combustible ; brûleur, fer brûlant, marque de brûlure | Caustique, Encaustique, Holocauste, Hypocauste ; Causalgie ; Cautère, Électrocautère |
| -caut-                                                                            | καίω (kaíô) ; καυσόω (kausóô) → καυστός (kaustós) ; καυτήρ (kautếr)                                             | Brûler ; brûler → brûlé, combustible ; brûleur, fer brûlant, marque de brûlure | voir -caust- |
| céb-                                                                              | κῆβος (kễbos)                                                                                                   | Singe à longue queue | voir -cèbe |
| -cèbe ; céb-, cébo-                                                               | κῆβος (kễbos)                                                                                                   | Singe à longue queue | Arctocèbe, Callicèbe, Érythrocèbe, Microcèbe, Nycticèbe ; Cébidé, Cébocéphalie, Céboïde |
| cébo-                                                                             | κῆβος (kễbos)                                                                                                   | Singe à longue queue | voir -cèbe |
| -cécid-                                                                           | κηκίς, -ῖδος (kêkís, -ĩdos)                                                                                     | Suc, écoulement, noix de galle | Cécidie, Cecidomyiidae, Mycocécidie |
| -céd-                                                                             | κῆδος (kễdos) → ἀκηδία (akêdía)                                                                                 | Soin, sollicitude, souci, chagrin, deuil, anxiété → Négligence, nonchalance, indifférence, chagrin | Acédie |
| -cèdr-, cédr-, -cedrus                                                            | κέδρος (kédros)                                                                                                 | Cèdre | Cédraie, Cèdre, Austrocedrus, Calocedrus, Libocedrus, Papuacedrus |
| -cèle1                                                                            | κήλη (kếlê) | Hernie, tumeur | Colpocèle, Cystocèle, Encéphalocèle, Entérocèle, Galactocèle, Hédrocèle, Hépatocèle, Hydrocèle, Hystérocèle, Lymphocèle, Méningocèle, Omphalocèle, Rectocèle, Scrotocèle, Varicocèle |
| -cèle2                                                                            | κοῖλος (koĩlos) ; κοῖλον (koĩlon)                                                                               | Creux ; intestin, viscères | voir cœlo- |
| -cèle3                                                                            | σκέλος(skélos) ; σκώληξ(skốlêx) ; σκωλύπτομαι (skôlúptomai)                                                     | Jambe, jambage, bout pendant ; tordu, tortueux, courbé ; ver de terre ; déchirer, arracher | voir -scol-2 |
| cén-1                                                                             | καινός (kainós)                                                                                                 | Nouveau, récent | voir céno-1 |
| cén-2                                                                             | κοινός (koinós)                                                                                                 | Commun | voir céno-2 |
| -cène1                                                                            | καινός (kainós)                                                                                                 | Nouveau, récent | voir céno-1 |
| -cène2                                                                            | κοινός (koinós)                                                                                                 | Commun | voir céno-2 |
| céno-1, cén-1, -cène1 ; caeno-, cæno- ; kén- ; kaïn-                              | καινός (kainós)                                                                                                 | Nouveau, récent | Cénite, Cénophobie, Cénozoïque, Éocène, Holocène, Miocène, Oligocène, Paléocène, Pléistocène, Pliocène ; Cænogenèse, Caenorhabditis ; Kénotron ; Kaïnite |
| céno-2, cén-2, -cène2 ; cœno-                                                     | κοινός (koinós)                                                                                                 | Commun | Cénesthésie, Cénobite, Cénure, Biocénose, Épicène ; Coenobita, Cœnocyte, Cœnozoécie, Cœnozygote |
| céno-3 ; kéno-                                                                    | κενός (kenόs)                                                                                                   | Vide, vain | Cénotaphe ; Kénose |
| centaur-                                                                          | κένταυρος (kéntauros) ; κενταύρειον (kentaúreion)                                                               | Centaure ; relatif aux Centaures, centaurée | Centaure, Centaurée |
| -centèse                                                                          | κεντέω (kentéô)                                                                                                 | Piquer, percer | Amniocentèse, Arthrocentèse, Choriocentèse, Cordocentèse, Paracentèse, Péricardiocentèse, Pleurocentèse, Rachicentèse, Thoracocentèse ; ne pas confondre avec -synthèse |
| centr-, -centr-                                                                   | κέντρον (kéntron)                                                                                               | Aiguillon, dard, éperon, point central d'une circonférence | Centrafrique, Central1, Central2, Centrale1, Centrale2, Centranthe, Centre, Centrifuge, Centrifugeuse, Centriole, Centripète, Centromère, Centrosome, Anthropocentrisme, Barocentrique, Barycentre, Égocentrique, Épicentre, Excentricité, Excentrique, Géocentrisme, Héliocentrisme, Métacentre, Orthocentre |
| -céphal(o)- ; -encéphal(o)- ; -enképhal-                                          | κεφαλή (kephalế)                                                                                                | Tête | Céphalée, Céphalophe, Céphalopode, Céphalo-rachidien, Bucéphale, Holocéphale, Isocéphalie ; Encéphale, Encéphalolithe, Encéphalopathie ; Enképhalinase, Enképhaline |
| céphé-                                                                            | κηφεύς (kêpheús)                                                                                                | Céphée | Céphée1, Céphée2, Céphéide |
| -cér-, cer-                                                                       | κηρός (kêrós) ; κηρίον (kêríon)                                                                                 | Cire ; cellule de cire, rayon de miel | voir -kér- |
| céra-                                                                             | κέρας, -ατος(kéras, -atos)                                                                                      | Corne, (d'où) cornée | voir -kérato- |
| -céram(o)-                                                                        | κέραμος (kéramos)                                                                                               | Argile, terre cuite, tuile, brique | Cérame, Céramique, Acéramique, Vitrocéramique |
| -céras-, -ceras                                                                   | κέρας, -ατος(kéras, -atos)                                                                                      | Corne, (d'où) cornée | voir -kérato- |
| -cerasus ; ceris- ; kirsch                                                        | κερασός(kérasos)                                                                                                | Cerisier | Cerasus, Chamaecerasus, Eucerasus ; Cerisaie1, Cerisaie2, Cerise, Cerisier |
| -cérato-                                                                          | κέρας, -ατος(kéras, -atos)                                                                                      | Corne, (d'où) cornée | voir -kérato- |
| cerbèr-                                                                           | Κέρϐερος (Kérberos)                                                                                             | Cerbère (chien tricéphale, gardien des enfers) | Cerbère1, Cerbère2 |
| -cerco-                                                                           | κέρκος (kérkos)                                                                                                 | Queue (des quadrupèdes ou des poissons) | Cercope des prés, Cercope du pin, Cercope sanguin, Cercopes, Cercopidés, Cercopithèque, Cercops, Cercospora, Cercosporiose, Onchocercose, Procercoïde, Spirocercose |
| -cère                                                                             | κέρας, -ατος(kéras, -atos)                                                                                      | Corne, (d'où) cornée | voir -kérato- |
| ceris-                                                                            | κερασός(kérasos)                                                                                                | Cerisier | voir -cerasus |
| -céros, -ceros                                                                    | κέρας, -ατος(kéras, -atos)                                                                                      | Corne, (d'où) cornée | voir -kérato- |
| -cérus                                                                            | κέρας, -ατος(kéras, -atos)                                                                                      | Corne, (d'où) cornée | voir -kérato- |
| cest-                                                                             | κίστη (kístê)                                                                                                   | Corbeille, panier, urne | voir cist- |
| -cet1, -cète1                                                                     | κοίτη (koítê)                                                                                                   | Couche, lit, nid | Ammocète, Exocet |
| cét-2, -cète2, -cet-                                                              | κῆτος (kếtos)                                                                                                   | Monstre aquatique, baleine, crocodile, hippopotame | Cétacé, Archéocète, Mysticète, Odontocète, Spermaceti |
| chaer-                                                                            | χαίρω (khaírô) → χάρις (kháris)                                                                                 | Se réjouir, être joyeux → grâce, charme, plaisir, jouissance, faveur, bienveillance, bienfait, égards, complaisance, reconnaissance, récompense                                                                                   | voir -chari- |
| -chain-                                                                           | χαίνω (khaínô)                                                                                                  | Être béant, bailler | voir -kène |
| chalaz-                                                                           | χάλαζα (khálaza)                                                                                                | Grêle, grain de grêle, grêlon, grain dur, chalazion | Chalaze, Chalazion |
| -chalc-                                                                           | χαλκός (khalkós)                                                                                                | Cuivre | voir -chalco- |
| chalcédo- ; calcédo-                                                              | χαλκηδών (khalkêdốn)                                                                                            | Chalcédoine (cité grecque de Bithynie, actuellement en Turquie), calcédoine antique | Chalcédoine ; Calcédoine, Calcédonieux |
| -chalco-, -chalc- ; -chalque                                                      | χαλκός (khalkós)                                                                                                | Cuivre | Chalcocite, Chalcogène, Chalcographe, Chalcographie, Chalcophora, Chalcolite, Chalcophile, Chalcopyrite, Chalcosite, Aurichalcite ; Orichalque |
| chalem-, chalém-                                                                  | κάλαμος (kálamos)                                                                                               | Roseau, canne, chaume, paille | voir calam- |
| -chalque                                                                          | χαλκός (khalkós)                                                                                                | Cuivre | voir -chalco- |
| chalum-                                                                           | κάλαμος (kálamos)                                                                                               | Roseau, canne, chaume, paille | voir calam- |
| chamae-, chamé-2 ; cham- ; camé-, camo-                                           | χαμαί (khamaí)                                                                                                  | rampant, couché, à terre, nain | Chamaecerasus, Chamaecyparis, Chamaedorea, Chaméphyte, Chamaerops ; Chamorchis ; Caméléon, Camomille |
| chamb-                                                                            | κάμπτω (kámptô) → κάμηλος(kámêlos) ; καμάρα (kamára)                                                            | Courber, plier → chameau, chamelle ; voûte, chambre voûtée | voir -camel- |
| chambr-                                                                           | κάμπτω (kámptô) → κάμηλος(kámêlos) ; καμάρα (kamára)                                                            | Courber, plier → chameau, chamelle ; voûte, chambre voûtée | voir -camel- |
| chame-1                                                                           | κάμπτω (kámptô) → κάμηλος(kámêlos) ; καμάρα (kamára)                                                            | Courber, plier → chameau, chamelle ; voûte, chambre voûtée | voir -camel- |
| chamé-2                                                                           | χαμαί (khamaí)                                                                                                  | rampant, couché, à terre, nain | voir chamae- |
| chanvre                                                                           | κάνναβις (kánnabis)                                                                                             | Chanvre | voir cannab- |
| chao(t)- ; -gaz- ; gas-                                                           | χάος (kháos) | Abîme, gouffre, espace immense et ténébreux avant l’origine des choses ; masse confuse | Chaos, Chaotique ; Gaz, Gazéifier, Gazeux, Gazinière, Gazoduc, Gazole, Gazoline, Gazomètre, Dégazage ; Gasoil |
| charac-, charax                                                                   | χάραξ (khárax)                                                                                                  | Echalas, pieu (de palissade), palissade, bouture, poisson de mer | Charax, Characidae, Characiformes, Characin |
| -chari- ; chaer-, chér- ; -charme                                                 | χαίρω (khaírô) → χάρις (kháris)                                                                                 | Se réjouir, être joyeux → grâce, charme, plaisir, jouissance, faveur, bienveillance, bienfait, égards, complaisance, reconnaissance, récompense                                                                                   | Charis, Charismatique, Charisme, Charites, Hydrocharis, Hypseocharis, Hypseocharitacées, Limnocharis, Limnocharitacées, Timocharis ; Chaerephon1, Chaerephon2, Chérémon, Chéréphon, Chéronée, Chérophobie ; Épicharme |
| -charme                                                                           | χαίρω (khaírô) → χάρις (kháris)                                                                                 | Se réjouir, être joyeux → grâce, charme, plaisir, jouissance, faveur, bienveillance, bienfait, égards, complaisance, reconnaissance, récompense                                                                                   | voir -chari- |
| chart- ; cart-1, carto-                                                           | χάρτης (khártês)                                                                                                | feuille (de papyrus ou de papier) | Charte, Chartrier ; Carte, Cartographie, Cartomancie, Carton, Cartulaire, Cartulan |
| chartre-                                                                          | κάρκαρον(kárkaron)                                                                                              | Prison | voir -carcér- |
| chasm-                                                                            | χάσμα (khásma)                                                                                                  | Trou, ouverture, abîme, gouffre | Chasma, Chasme, Chasmogamie, Chasmophyte, Chasmosaure |
| châtai-                                                                           | κάστανον (kástanon)                                                                                             | Châtaigne | voir castagn- |
| châten-                                                                           | κάστανον (kástanon)                                                                                             | Châtaigne | voir castagn- |
| chau-                                                                             | χάλιξ (khálix)                                                                                                  | Petite pierre, caillou | voir -calc- |
| -chéil-, -cheil- ; -chél-2 ; -chil-                                               | χεῖλος (kheĩlos)                                                                                                | Lèvre | Chéilalgie, Chéilanthe, Chéiline, Chéilite, Chéilophagie, Chéiloplastie, Chéiloraphie, Macrocheilie, Synchéilie ; Achélie ; Chilalgie, Chilome, Chilophagie, Chiloplastie, Chilopode, Épichile, Hypochile, Mégachile, Prochile, Synchilie |
| cheima- ; chimon- ; chimér-, chimèr- ; chion-                                     | χεῖμα,(kheĩma) ; χειμών(kheimốn) ; χίμαιρα,(khímaira) ; χίμαρος(khímaros) ; χίων(khíôn)                         | Mauvais temps, tempête, hiver, frimas ; orage, tempête, froid ; jeune chèvre immolée, sorte de poisson, Chimère (sorte de monstre hybride à corps de chèvre) ; jeune chevreau ; neige                                             | Cheimatobie ; Chimonanthe ; Chimère1, Chimère2, Chimérique ; Chioné, Chionis1, Chionis2, Chionophile, Chionophobe, Chionosphérophile |
| -cheir-                                                                           | χείρ, -ός (kheír, -ós)                                                                                          | Main | voir -chir(o)- |
| chél-1                                                                            | χηλή (khêlế) | Pince, serre | Chélatant, Chélate, Chélateur, Chélation, Chéleutoptères, Chélicère, Chéloïde, Dichèle |
| -chél-2                                                                           | χεῖλος (kheĩlos)                                                                                                | Lèvre | voir -chéil- |
| chélidon-                                                                         | χελιδών (khelidốn) ; χελιδόνιος (khélidónios) ; χελιδόνιον (khélidónion)                                        | Hirondelle ; semblable à l'hirondelle, noirâtre ; chélidoine | Chélidoine |
| chélon-                                                                           | χελώνη (khelốnê)                                                                                                | Tortue | Chélonien, Chélonographe, Chélonéphile |
| -chèn-                                                                            | χαίνω (khaínô)                                                                                                  | Être béant, bailler | voir -kène |
| chènev-                                                                           | κάνναβις (kánnabis)                                                                                             | Chanvre | voir cannab- |
| chennev-                                                                          | κάνναβις (kánnabis)                                                                                             | Chanvre | voir cannab- |
| chéno-                                                                            | χήν, -νός (khến, -nós)                                                                                          | Oie | Chénopode |
| chér-                                                                             | χαίρω (khaírô) → χάρις (kháris)                                                                                 | Se réjouir, être joyeux → grâce, charme, plaisir, jouissance, faveur, bienveillance, bienfait, égards, complaisance, reconnaissance, récompense                                                                                   | voir -chari- |
| -chère1 ; chœro-                                                                  | χοῖρος (khoĩros)                                                                                                | Cochon, porcelet | Halichère, Hydrochère, Hylochère, Phacochère, Potamochère ; Chœrocotyle |
| -chère2                                                                           | χείρ, -ός (kheír, -ós)                                                                                          | Main | voir -chir(o)- |
| chers-, khers-                                                                    | χερσός (khersós)                                                                                                | Ferme, solide, sec, (terre) ferme | Chershydre, Chersonèse, Kherson |
| chète-                                                                            | χαίτη (khaítê)                                                                                                  | Chevelure abondante | Oligochète |
| chiasm-, chiast-                                                                  | χιασμός(khiasmós)                                                                                               | Disposition en croix | Chiasma1, Chiasma2, Chiasma3, Chiasme, Chiastolite |
| -chil-                                                                            | χεῖλος (kheĩlos)                                                                                                | Lèvre | voir -chéil- |
| chili-                                                                            | χίλιοι (khílioi)                                                                                                | Mille | voir kilo- |
| chimér-, chimèr-                                                                  | χεῖμα,(kheĩma) ; χειμών(kheimốn) ; χίμαιρα,(khímaira) ; χίμαρος(khímaros) ; χίων(khíôn)                         | Mauvais temps, tempête, hiver, frimas ; orage, tempête, froid ; jeune chèvre immolée, sorte de poisson, Chimère (sorte de monstre hybride à corps de chèvre) ; jeune chevreau ; neige                                             | voir cheima- |
| -chimi(o)-                                                                        | χέω(khéô) ; χυμός (khumós), χυλός (khulós) ; χύτρα (khútra)                                                     | Verser, répandre ; suc, épanchement ; vase, marmite | voir -chym- |
| chimon-                                                                           | χεῖμα,(kheĩma) ; χειμών(kheimốn) ; χίμαιρα,(khímaira) ; χίμαρος(khímaros) ; χίων(khíôn)                         | Mauvais temps, tempête, hiver, frimas ; orage, tempête, froid ; jeune chèvre immolée, sorte de poisson, Chimère (sorte de monstre hybride à corps de chèvre) ; jeune chevreau ; neige                                             | voir cheima- |
| chion-                                                                            | χεῖμα,(kheĩma) ; χειμών(kheimốn) ; χίμαιρα,(khímaira) ; χίμαρος(khímaros) ; χίων(khíôn)                         | Mauvais temps, tempête, hiver, frimas ; orage, tempête, froid ; jeune chèvre immolée, sorte de poisson, Chimère (sorte de monstre hybride à corps de chèvre) ; jeune chevreau ; neige                                             | voir cheima- |
| -chir(o)- ; -cheir- ; -chère2                                                     | χείρ, -ός (kheír, -ós)                                                                                          | Main | Chiracanthium, Chiragre, Chiral, Chiralité, Chirogale, Chirognomonie, Chirographe, Chiromancie, Chiromégalie, Chiromètre, Chiromys, Chiron, Chironecte, Chironome1, Chironome2, Chiroplaste, Chiropraxie, Chiroptique, Chiroptère, Chiroteuthis, Chirotonie, Chirurgie, Acheiropoïète, Achiral, Acrochirisme, Dasychira, Monochire, Macrochire, Hécatonchires, Tétrachire ; Cheiranthe, Acheiropoïète, Macrocheire ; Dextrochère, Senestrochère |
| chist-                                                                            | κίστη (kístê)                                                                                                   | Corbeille, panier, urne | voir cist- |
| chit-                                                                             | χιτών (khitốn)                                                                                                  | Tunique, membrane, pellicule | Chitine, Chiton |
| chlamyd-                                                                          | χλαμύς, -ύδος (khlamús, -údos)                                                                                  | Manteau militaire, casaque, couverture, enveloppe | Chlamyde, Chlamydiées, Chlamydomonas, Chlamydophore, Chlamydosaure |
| -chlor(o)-                                                                        | χλωρός (khlôrós)                                                                                                | Vert | Chloracétone, Chloracné, Chloramphénicol, Chlordane, Chlordécone, Chlore, Chlorelle, Chlorémie, Chlorhydrate, Chlorhydrique, Chloris, Chlorite, Chloritoïde, Chloroacétique, Chlorofibre, Chlorofluorocarbure, Chloroforme, Chlorométhane, Chloronaphtalène, Chloropénie, Chlorophylle, Chlorophyte, Chloropicrine, Chloroplaste, Chlorops, Chloroquine, Chlorose, Chlortétracycline, Chlorure, Clinochlore, Dichlorobenzène, Épichlorohydrine, Hexachlorobenzène, Hydrochlorothiazide, Hyperchlorurie, Organochloré, Paradichlorobenzène, Pentachlorure, Perchlorate, Polychloroprène, Trichloréthylène, Zoochlorelle |
| chœro-                                                                            | χοῖρος (khoĩros)                                                                                                | Cochon, porcelet | voir -chère1 |
| chœur                                                                             | χορός (khorós) ; χορεία (khoreía)                                                                               | Chœur ; danse | voir -chor-1 |
| -chol-                                                                            | χολή (kholế) | Bile, fiel | Cholagogue, Cholédoque, Cholélithe, Cholélithiase, Cholémie, Choléra, Cholestérol, Choline, Acétylcholine, Taurocholate |
| -chondr-                                                                          | χόνδρος (khóndros)                                                                                              | Grain, graine de froment, froment ; cartilage | voir -chondro- |
| chondrio-                                                                         | χόνδρος (khóndros)                                                                                              | Grain, graine de froment, froment ; cartilage | voir -chondro- |
| -chondro-, -chondr-, chondrio- ; -condr-                                          | χόνδρος (khóndros)                                                                                              | Grain, graine de froment, froment ; cartilage | Chondre, Chondrichthyen, Chondriome, Chondrite, Chondroblaste, Chondrocalcinose, Chondrocyte, Chondrodystrophie, Chondroïtine, Chondrologie, Chondrolytique, Chondromalacie, Chondromatose, Chondrome, Chondropathie, Chondroplaste, Chondrosarcome, Chondrostéen, Chondrostome, Achondroplasie, Enchondral, Enchondromatose, Mitochondrie, Périchondre, Périchondrite, Polychondrite, Synchondrose ; Hypocondre, Hypocondriaque |
| -chor-1 ; chœur                                                                   | χορός (khorós) ; χορεία (khoreía)                                                                               | Chœur ; danse | Chorale, Chorée1, Chorée2, Chorée3, Chorège, Chorégie, Chorégraphie, Chorélogie, Choréologie, Choreute1, Choreute2, Choriambe, Choriste, Dichorée, Philochore, Stésichore, Terpsichore ; Chœur |
| chor-2, -chori-, -choro-2                                                         | χόριον (khórion)                                                                                                | Arrière-faix, membrane, placenta | Chorial, Choriocarcinome, Chorioméningite, Chorion, Chorioptes, Choriorétinite, Choroïde, Choroïdien1, Choroïdien2, Épichorion, Hémochorial, Iridochoroïdite, Scléro-choroïdite |
| -chor-3, choro-3                                                                  | χῶρος (khỗros) → χωρέω (khôréô) ; χωρίζω (khôrízô) ; χώρα (khốra)                                               | Espace, intervalle, emplacement limité → laisser la place, se retirer, se déplacer, avancer ; séparer ; intervalle, espace, pays                                                                                                  | Chorographie, Chorologie, Choronyme, Allochorie, Autochorie, Anachorète, Anémochorie, Atélochorie, Anthropochorie, Barochorie, Biochorie, Chiroptérochorie, Entomochorie, Eurychorique, Gonochorisme, Hémérochorie, Hydrochorie, Ichthyochorie, Isochore, Mammiochorie, Myrmécochorie, Ornithochorie, Morphochorèse, Polémochorie, Saurochorie, Speirochorie, Zoochorie |
| -chord-                                                                           | χορδή (khordế)                                                                                                  | Boyau, corde | voir cord- |
| -chori-                                                                           | χόριον (khórion)                                                                                                | Arrière-faix, membrane, placenta | voir -chor-2 |
| -choro-2                                                                          | χόριον (khórion)                                                                                                | Arrière-faix, membrane, placenta | voir -chor-2 |
| choro-3                                                                           | χῶρος (khỗros) → χωρέω (khôréô) ; χωρίζω (khôrízô) ; χώρα (khốra)                                               | Espace, intervalle, emplacement limité → laisser la place, se retirer, se déplacer, avancer ; séparer ; intervalle, espace, pays                                                                                                  | voir -chor-3 |
| chré-, chrê-                                                                      | χριστός (khristós) ; χρῖσμα (khrísma)                                                                           | oint, enduit, messie ; huile, onction, onguent, parfum | voir -chri- |
| chrém-                                                                            | χρῆμα, -ατος (khrẽma, -atos)                                                                                    | Chose dont on a besoin, affaire, avoir, bien, ressources, argent | Chrématistique |
| -chrèse ; chresto-                                                                | χράομαι (khráomai) → χρῆσις (khrếsis) ; χρηστός (khrêstós)                                                      | Utiliser → emploi, usage ; utile, agréable, bienfaisant, de qualité, noble | Antichrèse, Catachrèse ; Chrestomathie |
| chresm-                                                                           | χρησμός (khrêsmós)                                                                                              | Réponse d'un oracle, oracle | Chresmologue1, Chresmologue2 |
| chresto-                                                                          | χράομαι (khráomai) → χρῆσις (khrếsis) ; χρηστός (khrêstós)                                                      | Utiliser → emploi, usage ; utile, agréable, bienfaisant, de qualité, noble | voir -chrèse |
| -chri- ; chré-, chrê-                                                             | χριστός (khristós) ; χρῖσμα (khrísma)                                                                           | oint, enduit, messie ; huile, onction, onguent, parfum | Christ, Christelle, Christian, Christicole, Christine, Christologie, Christophanie, Christophe, Antéchrist, Lacryma-Christi ; Chrême, Chrétien |
| -chro-                                                                            | χρῶμα, -ατος (khrỗma, -atos) ; χρώς, -ωτός (khrốs, -ôtós) ; χρῶσις (khrỗsis)                                    | Couleur ; peau, teint ; teinture | voir -chrom(o)- |
| -chrom(o)- ; -chro-                                                               | χρῶμα, -ατος (khrỗma, -atos) ; χρώς, -ωτός (khrốs, -ôtós) ; χρῶσις (khrỗsis)                                    | Couleur ; peau, teint ; teinture | Chromatique, Chromatographie, Chrome, Chromolithe, Chromolithographie, Chromophile, Chromosome, Chromosphère, Chromyle, Achromatopsie, Achrome, Autochrome, Auxochrome, Bathochrome, Bichrome, Callichrome, Chronochrome, Cryptochrome, Diachrome, Dichromate, Dioptichrome, Dyschromatopsie, Dyschromie, Endochrome, Euchrome, Ferrochrome, Fluorochrome, Halochromie, Héliochromie, Homochrome, Hétérochrome, Hydrochromie, Isochromie, Hypsochrome, Iochrome, Lithochromie, Monochrome, Phytochrome, Polychromie, Prasochrome, Urochromie, Xanthochromie ; Chrozophora, Achroodextrine, Dichroïsme, Dichroscope, Euchroïte, Ochronose, Ozochrotie, Pléochroïsme, Polychroïsme, Rhodochrosite, Trichroïsme |
| -chron(o)-                                                                        | χρόνος (khrónos)                                                                                                | Temps | Chronaxie, Chrone, Chronique, Chronobiologie, Chronocardiogramme, Chronographe, Chronologie, Chronomètre, Chronophage, Chronophilie, Chronophotographie, Chronorupteur, Chronoscope, Chronotachygraphe, Chronotachymètre, Chronothérapie, Chronotoxicité, Chronotrope, Anachrone, Asynchrone, Brachistochrone, Catachronie, Dendrochronologie, Diachronie, Dyschronie, Géosynchrone, Héliosynchrone, Hétérochronie, Isochrone, Métachronie, Monochronie, Oligochrone, Panchronie, Panchronique, Plésiochrone, Polychrone, Synchrone, Tautochrone, Uchronie |
| chrys(o)-                                                                         | χρυσός (khrusós)                                                                                                | Or | Chrysalide, Chrysanthème, Chryséléphantin, Chryséléphantine, Chrysolite, Chrysope, Chrysopée, Chrysopelea, Chrysophyllum, Chrysopidae, Chrysopogon |
| -chton-                                                                           | χθών (khthốn)                                                                                                   | Terre | Chtonien, Allochtone, Autochtone, Hétérochtone ; ne pas confondre avec -ctone |
| -chyl-                                                                            | χέω(khéô) ; χυμός (khumós), χυλός (khulós) ; χύτρα (khútra)                                                     | Verser, répandre ; suc, épanchement ; vase, marmite | voir -chym- |
| -chym- ; -chyl- ; -chytr- ; -chimi(o)-                                            | χέω(khéô) ; χυμός (khumós), χυλός (khulós) ; χύτρα (khútra) ; χυτρίδιον (khutrídion) ;                          | Verser, répandre ; suc, épanchement ; vase, marmite ; petite marmite | Chymase, Chyme, Chymosine, Chymotrypsine, Actinenchyme, Cacochyme, Collenchyme, Ecchymose, Enchymose, Épenchyme, Mélanchyme, Mérenchyme, Mésenchyme, Parenchyme, Plectenchyme, Prosenchyme, Sclérenchyme ; Chylaire, Chyle, Chyleux, Chylifère, Chylologie, Chylomicron, Chylopoïèse, Chylose, Chylurie, Achylie, Diachylon ; Chytridiale, Chytride, chytridiomycète, Chytridiomycose, Enchytréide, Synchytrium ; Chimie, Chimiluminescence, Chimiorécepteur, Chimiosynthèse, Chimiotactisme, Chimiotaxie, Chimiothérapie, Chimique, Chimisorption, Alchimie, Cryochimie, Électrochimie, Iatrochimie, Pétrochimie, Photochimie, Stéréochimie, Thermochimie |
| chypr- ; cupr-1 ; cypr-1 ; cuivr-                                                 | Κύπρος (Κúpros) ; κύπρος (kúpros) ; κύπρις (kúpris)                                                             | Chypre ; henné (à fleurs blanches ou cyprus) ; (surnom d') Aphrodite | Chypre1, Chypre2, Chypriote ; Cuprate, Cuproammoniacal, Cupronickel ; Cyprée, Cypréidé, Cyprien, Cyprin, Cyprine, Cypripedium ; Cuivre, Cuivreux, Cuivrique |
| -chytr-                                                                           | χέω(khéô) ; χυμός (khumós), χυλός (khulós) ; χύτρα (khútra)                                                     | Verser, répandre ; suc, épanchement ; vase, marmite | voir -chym- |
| ciclo-                                                                            | κύκλος (kúklos)                                                                                                 | Cercle | voir -cyclo- |
| cim-                                                                              | κύω (kúô) → κῦμα(kũma) ; κυμάτιον (kumátion) ; κύστις(kústis)                                                   | Être grosse, être enceinte, enfler, grossir → onde, vague, germe, pousse, embryon, fœtus ; cimaise ; vessie, sac, vésicule | voir -cysto- |
| cime-                                                                             | κοιμάω (koimáô) → κοιμητήριον (koimêtếrion)                                                                     | Mettre au lit, faire dormir, assoupir, apaiser → Dortoir, lieu pour dormir | Cimetière |
| -cin                                                                              | κύων, -υνός (kúôn, -unós)                                                                                       | Chien | voir -cyno- |
| ciné-                                                                             | κινέω (kinéô) → κίνησις (kínêsis)                                                                               | Bouger, remuer → mouvement | voir kiné- |
| circ- ; cirq-                                                                     | κίρκος(kírkos) ; Κίρκη (Kírkê)                                                                                  | Faucon, gâteau rond, cirque (à Rome) ; Circé (magicienne) | Circaète, Circé1, Circé2, Circé3 ; Cirque |
| cirq-                                                                             | κίρκος(kírkos) ; Κίρκη (Kírkê)                                                                                  | Faucon gâteau rond, cirque (à Rome) ; Circé (magicienne) | voir circ- |
| cirrh-                                                                            | κιρρός (kirrós)                                                                                                 | Jaunâtre | Cirrhose, Cirrhotique |
| cist- ; cest- ; chist-                                                            | κίστη (kístê)                                                                                                   | Corbeille, panier, urne | Ciste1, Ciste2, Cistophore, Cistude ; Cesta punta ; Chistera |
| cithar- ; -cyther-1 ; guitar-                                                     | κιθάρα (kithára)                                                                                                | Cithare | Cithare1, Cithare2, Citharède, Cithariste ; Clavicythérium ; Guitare |
| clad- ; clon-2                                                                    | κλάδος (kládos) ; κλών (klốn)                                                                                   | Branche, rameau ; jeune pousse, rejeton | Clade, Cladistique, Cladocère ; Clone |
| -clase                                                                            | κλάω (kláô) → κλάσμα (klásma)                                                                                   | Briser → morceau de bois flexible, sarment, cep, bouture | voir -clasm- |
| -clasi-                                                                           | κλάω (kláô) → κλάσμα (klásma)                                                                                   | Briser → morceau de bois flexible, sarment, cep, bouture | voir -clasm- |
| -clasie                                                                           | κλάω (kláô) → κλάσμα (klásma)                                                                                   | Briser → morceau de bois flexible, sarment, cep, bouture | voir -clasm- |
| -clasique                                                                         | κλάω (kláô) → κλάσμα (klásma)                                                                                   | Briser → morceau de bois flexible, sarment, cep, bouture | voir -clasm- |
| -clasm- ; -clast- ; -clase, -clasi-, -clasie, -clasique                           | κλάω (kláô) → κλάσμα (klásma)                                                                                   | Briser → morceau de bois flexible, sarment, cep, bouture | Clasmatose, Iconoclasme ; Cataclastique, Cryoclastie, Haloclastie, Hyaloclastite, Hydroclastie, Iconoclaste, Ostéoclaste, Panclastite, Pyroclaste, Pyroclastite, Thermoclastie, Trichoclastie ; Anaclase, Antanaclase, Artoclase, Cataclasite, Cranioclasie, Cryptoclase, Diaclase, Euclase, Lithoclase, Mitoclasique, Oligoclase, Orthoclase, Ostéoclasie, Périclase, Plagioclase, Scléroclase ; voir aussi clémat- |
| -clast-                                                                           | κλάω (kláô) → κλάσμα (klásma)                                                                                   | Briser → morceau de bois flexible, sarment, cep, bouture | voir -clasm- |
| clath-                                                                            | κλειώ2(kléiố) ; κλείς (kleís) ; κλειστός (kleistós) ; κλείθρων (kleíthrôn) ; κλειτορίς, -ίδος(kleitorís, -ídos) | Fermer, enfermer ; verrou, crochet ; fermé, barricadé ; serrure, penture, barrière, épar ; sorte de pierre | voir -cléid- |
| -cle, clé-                                                                        | κλέω(kléô) ; κλειώ1 (kléiố) ; κλέος (kléos) ; κλυτός (klutós) ; κλειτός (kleitós)                               | Vanter, célébrer ; vanter, célébrer, nommer ; gloire ; fameux, célèbre ; illustre, célèbre, magnifique | voir -clès2 |
| -cléid- ; clath- ; cléisto- ; -cliste ; clit-2 ; clytr-                           | κλειώ2(kléiố) ; κλείς (kleís) ; κλειστός (kleistós) ; κλείθρων (kleíthrôn) ; κλειτορίς, -ίδος(kleitorís, -ídos) | Fermer, enfermer ; verrou, crochet ; fermé, barricadé ; serrure, penture, barrière, épar ; sorte de pierre | Cléidectomie, Cléidomancie, Cléidorrhexie, Cléidotripsie, Ophicléide, Sterno-cléido-mastoïdien ; Clathrate, Clathre ; Cléistogamie ; Physocliste ; Clitoridectomie, Clitoris, Clitoroplastie ; Clytre |
| cléisto-                                                                          | κλειώ2(kléiố) ; κλείς (kleís) ; κλειστός (kleistós) ; κλείθρων (kleíthrôn) ; κλειτορίς, -ίδος(kleitorís, -ídos) | Fermer, enfermer ; verrou, crochet ; fermé, barricadé ; serrure, penture, barrière, épar ; sorte de pierre | voir -cléid- |
| clémat-                                                                           | κλάω (kláô) → κλῆμα (klẽma) ; κληματίς (klêmatís)                                                               | Briser → morceau de bois flexible, sarment, cep, bouture ; bois de sarment, bois sec, clématite | Clématisme, Clématite ; voir aussi -clasm- |
| cléo-                                                                             | κλέω(kléô) ; κλειώ1 (kléiố) ; κλέος (kléos) ; κλυτός (klutós) ; κλειτός (kleitós)                               | Vanter, célébrer ; vanter, célébrer, nommer ; gloire ; fameux, célèbre ; illustre, célèbre, magnifique | voir -clès2 |
| cleps-                                                                            | κλέπτω (kléptô)                                                                                                 | Voler, dérober | voir klepto- |
| clept-                                                                            | κλέπτω (kléptô)                                                                                                 | Voler, dérober | voir klepto- |
| cler-, clér-, -clère, -cléri- ; klèro-                                            | κλῆρος (klễros)                                                                                                 | Caillou de tirage au sort, tirage au sort, lot, part, héritage, bien, domaine | Clerc, Clergé, Clérical, Cléricat, Clérocratie, Clérodendron, Cléromancie, Anticlérical, Épiclère, Nauclère ; Klèrotèrion |
| -clés-1 ; -clet ; -glis-                                                          | καλέω(kaléô) ; ἐκκλησία (ekklêsía)                                                                              | Appeler, convoquer, inviter, nommer ; assemblée | Ecclésial, Ecclésiaste, Ecclésiastique ; Paraclet ; Église |
| -clès2 ; -clyt- ; -cle, clé-, cléo- ; cli- ; -clite2 ; -clide                     | κλέω(kléô) ; κλειώ1 (kléiố) ; κλέος (kléos) ; κλυτός (klutós) ; κλειτός (kleitós)                               | Vanter, célébrer ; vanter, célébrer, nommer ; gloire ; fameux, célèbre ; illustre, célèbre, magnifique | Androclès, Damoclès, Dioclès1, Dioclès2, Iphiclès, Héraclès, Mnésiclès, Périclès, Phanoclès ; Clyte, Clytemnestre ; Cléanthe, Cléarque, Cléobule, Clélia, Cléomède, Cléomène, Cléopâtre, Cléophas, Cléophon, Cléostrate, Empédocle, Étéocle, Héracleion, Patrocle, Sophocle, Thémistocle ; Clio1, Clio2, Clinias, Clinomaque, Clisthène, Clitarque ; Héraclite ; Euclide |
| -clet                                                                             | καλέω(kaléô) ; ἐκκλησία (ekklêsía)                                                                              | Appeler, convoquer, inviter, nommer ; assemblée | voir -clés-1 |
| cli-                                                                              | κλέω(kléô) ; κλειώ1 (kléiố) ; κλέος (kléos) ; κλυτός (klutós) ; κλειτός (kleitós)                               | Vanter, célébrer ; vanter, célébrer, nommer ; gloire ; fameux, célèbre ; illustre, célèbre, magnifique | voir -clès2 |
| -clide                                                                            | κλέω(kléô) ; κλειώ1 (kléiố) ; κλέος (kléos) ; κλυτός (klutós) ; κλειτός (kleitós)                               | Vanter, célébrer ; vanter, célébrer, nommer ; gloire ; fameux, célèbre ; illustre, célèbre, magnifique | voir -clès2 |
| -clim-                                                                            | κλίμα, -ατος (klíma,-atos) ; κλίνω(klínô) ; κλίνη (klínê) ; κλειτύς (kleitús) ; κλίσις (klísis)                 | Inclinaison, pente ; incliner ; lit ; pente, flanc de coteau ; inclinaison | voir climat- |
| clima-                                                                            | κλίμα, -ατος (klíma,-atos) ; κλίνω(klínô) ; κλίνη (klínê) ; κλειτύς (kleitús) ; κλίσις (klísis)                 | Inclinaison, pente ; incliner ; lit ; pente, flanc de coteau ; inclinaison | voir climat- |
| -climat- ; -clim-, clima- ; -clin- ; clisi- ; clit-1, -clite1, -clitique ; -cliv- | κλίμα, -ατος (klíma,-atos) ; κλίνω(klínô) ; κλίνη (klínê) ; κλειτύς (kleitús) ; κλίσις (klísis)                 | Inclinaison, pente ; incliner ; lit ; pente, flanc de coteau ; inclinaison. | Climat, Climatiser, Climatologie, Acclimater ; Climax1, Climax2, Éclimètre ; Clinique, Clinomètre, Clinostatisme, Anticlinal, Halocline, Isocline, Monoclinique, Patrocline, Pycnocline, Synclinal, Thermocline, Triclinium ; Clisimètre ; Clitopile, Clitocybe, Anaclitique, Enclitique, Hétéroclite, Proclitique ; Clivage, Déclivité |
| -clin-                                                                            | κλίμα, -ατος (klíma,-atos) ; κλίνω(klínô) ; κλίνη (klínê) ; κλειτύς (kleitús) ; κλίσις (klísis)                 | Inclinaison, pente ; incliner ; lit ; pente, flanc de coteau ; inclinaison | voir climat- |
| clisi-1                                                                           | κλίμα, -ατος (klíma,-atos) ; κλίνω(klínô) ; κλίνη (klínê) ; κλειτύς (kleitús) ; κλίσις (klísis)                 | Inclinaison, pente ; incliner ; lit ; pente, flanc de coteau ; inclinaison | voir climat- |
| -cliste                                                                           | κλειώ2(kléiố) ; κλείς (kleís) ; κλειστός (kleistós) ; κλείθρων (kleíthrôn) ; κλειτορίς, -ίδος(kleitorís, -ídos) | Fermer, enfermer ; verrou, crochet ; fermé, barricadé ; serrure, penture, barrière, épar ; sorte de pierre | voir -cléid- |
| clit-1                                                                            | κλίμα, -ατος (klíma,-atos) ; κλίνω(klínô) ; κλίνη (klínê) ; κλειτύς (kleitús) ; κλίσις (klísis)                 | Inclinaison, pente ; incliner ; lit ; pente, flanc de coteau ; inclinaison | voir climat- |
| clit-2                                                                            | κλειώ2(kléiố) ; κλείς (kleís) ; κλειστός (kleistós) ; κλείθρων (kleíthrôn) ; κλειτορίς, -ίδος(kleitorís, -ídos) | Fermer, enfermer ; verrou, crochet ; fermé, barricadé ; serrure, penture, barrière, épar ; sorte de pierre | voir -cléid- |
| -clite1                                                                           | κλίμα, -ατος (klíma,-atos) ; κλίνω(klínô) ; κλίνη (klínê) ; κλειτύς (kleitús)                                   | Inclinaison, pente ; incliner ; lit ; pente, flanc de coteau | voir climat- |
| -clite2                                                                           | κλέω(kléô) ; κλειώ1 (kléiố) ; κλέος (kléos) ; κλυτός (klutós) ; κλειτός (kleitós)                               | Vanter, célébrer ; vanter, célébrer, nommer ; gloire ; fameux, célèbre ; illustre, célèbre, magnifique | voir -clès2 |
| -clitique                                                                         | κλίμα, -ατος (klíma,-atos) ; κλίνω(klínô) ; κλίνη (klínê) ; κλειτύς (kleitús)                                   | Inclinaison, pente ; incliner ; lit ; pente, flanc de coteau | voir climat- |
| -cliv-                                                                            | κλίμα, -ατος (klíma,-atos) ; κλίνω(klínô) ; κλίνη (klínê) ; κλειτύς (kleitús)                                   | Inclinaison, pente ; incliner ; lit ; pente, flanc de coteau | voir climat- |
| -clon-1                                                                           | κλόνος (klónos)                                                                                                 | Agitation, tumulte | Clonie, Clonique, Clonus, Myoclonie, Opsoclonie |
| clon-2                                                                            | κλάδος (kládos) ; κλών (klốn)                                                                                   | Branche, rameau ; jeune pousse, rejeton | voir clad- |
| cloth-                                                                            | κλώθω (klốthô) → Kλώθω (Klốthồ)                                                                                 | Filer (la laine) → Klôthô (une des trois Parques) | Clotho, Clothoïde |
| -clys- ; klys-                                                                    | κλύζω (klúzô)                                                                                                   | Baigner, laver, nettoyer, rincer | Clysoir, Clysopompe, Clystère, Cataclysme ; Klystron |
| -clyt-                                                                            | κλέω(kléô) ; κλειố1 (kléiô) ; κλέος (kléos) ; κλυτός (klutós) ; κλειτός (kleitós)                               | Vanter, célébrer ; vanter, célébrer, nommer ; gloire ; fameux, célèbre ; illustre, célèbre, magnifique | voir -clès2 |
| clytr-                                                                            | κλειώ2(kléiố) ; κλείς (kleís) ; κλειστός (kleistós) ; κλείθρων (kleíthrôn) ; κλειτορίς, -ίδος(kleitorís, -ídos) | Fermer, enfermer ; verrou, crochet ; fermé, barricadé ; serrure, penture, barrière, épar ; sorte de pierre | voir -cléid- |
| cnem-, cném-, -cnème                                                              | κνήμη (knếmê) → κνημίς, -ῖδος (knêmìs,-īdos) ; κνημός (knêmós)                                                  | Jambe, bas de la jambe, tibia → jambière ; flanc boisé d'une montagne | voir -cnemis |
| -cnemis, cnem-, cném-, -cnème,                                                    | κνήμη (knếmê) → κνημίς, -ῖδος (knêmìs,-īdos)                                                                    | Jambe, bas de la jambe, tibia → jambière | Cnemarchus, Cnémide, Œdicnème, Platycnemis, Podocnemis |
| cnid-                                                                             | κνίδη (knídê)                                                                                                   | Ortie, ortie de mer | Cnidaire, Cnidocyste, Cnidosporidie |
| cobal-                                                                            | κόβαλος (kóbalos)                                                                                               | Fourbe, trompeur, mauvais plaisant, moqueur, lutin, génie malfaisant | voir kobol- |
| cocc-, -cocci-, coccus                                                            | κόκκος (kόkkos)                                                                                                 | Graine | voir -coque |
| coccy-                                                                            | κόκκυξ (kókkux)                                                                                                 | Coucou | Coccygien, Coccygodynie, Coccyx, Anococcygien, Pubo-coccygien, Sacrococcygien |
| -cod-                                                                             | κώδεια (kốdeia)                                                                                                 | Tête (de pavot ou d'oignon) | Codéïne, Diacode, Hadrocodium |
| cœl-                                                                              | κοῖλος (koĩlos) ; κοῖλον (koĩlon)                                                                               | Creux ; intestin, viscères | voir cœlo- |
| -coele                                                                            | κοῖλος (koĩlos) ; κοῖλον (koĩlon)                                                                               | Creux ; intestin, viscères | voir cœlo- |
| cœlo-, cœl- ; -coele ; -cèle2 ; koïlo-                                            | κοῖλος (koĩlos) ; κοῖλον (koĩlon)                                                                               | Creux ; intestin, viscères | Cœlacanthe, Cœlentéré, Cœlioscopie, Cœlome ; Acoele, Amphicoele, Hétérocoele, Opisthocoele ; Blastocèle, Lécithocèle, Schizocèle ; Koïlonychie |
| cœno-                                                                             | κοινός (koinós)                                                                                                 | Commun | voir céno-2 |
| cogn-                                                                             | Kυδωνία (Kydônía) → κυδώνιος (kydốnios)                                                                         | Kydônia (ancienne cité de Crête) → de Kydônia, coing | voir cydon- |
| coing                                                                             | Kυδωνία (Kydônía) → κυδώνιος (kydốnios)                                                                         | Kydônia (ancienne cité de Crête) → de Kydônia, coing | voir cydon- |
| -col-                                                                             | κῶλον (kỗlon)                                                                                                   | Membre, bras, jambe, côlon | voir -colo- |
| -cole                                                                             | κόλλα (kólla) ; κολλώδης (kollốdès)                                                                             | Gomme ; collant, gluant, visqueux | voir -coll- |
| coléo-                                                                            | κολεός (koleós)                                                                                                 | Fourreau, étui | Coléoïdes, Coléoptère, Coléoptile, Cléorhize |
| -coll- ; -cole                                                                    | κόλλα (kólla) ; κολλώδης (kollốdès)                                                                             | Gomme ; collant, gluant, visqueux | Collagène, Collargol, Colle, Collembole, Collodion, Colloïde, Chrysocolle, Glycocolle, Ichtyocolle, Ostéocolle, Sarcocolle ; Eschatocole, Protocole |
| -colo-, -col-                                                                     | κῶλον (kỗlon)                                                                                                   | Membre, bras, jambe, côlon | Colectasie, Colectomie, Colibacille, Colicine, Coliforme, Colite, Colodystonie, Côlon, Colopathie, Colorectal, Coloscopie, Colostomie, Entérocolite, Gastro-colite, Iléo-colite (d), Isocolie, Rectocolite |
| coloc-, coloq-                                                                    | κολοκύνθη (kolokúnthê)                                                                                          | Citrouille | Colocynthis, Coloquinte |
| coloq-                                                                            | κολοκύνθη (kolokúnthê)                                                                                          | Citrouille | voir coloc- |
| coloss-                                                                           | κολοσσός (kolossós)                                                                                             | Statue de grande taille, colosse | Colossal, Colosse |
| colp(o)-                                                                          | κόλπος (kólpos)                                                                                                 | Sein, pli, repli, ventre, entrailles, cavité, vagin | Colpectomie, Colpoplastie, Colposcopie |
| -coluth- ; -colyt-                                                                | κέλευθος (kéleuthos) → ἀκολουθία (akolouthía) ; ἀκόλουθος (akólouthos)                                          | Chemin, route, voyage, marche → suite, cortège ; compagnon de route | Anacoluthe ; Acolyte |
| -colyt-                                                                           | κέλευθος (kéleuthos) → ἀκολουθία (akolouthía) ; ἀκόλουθος (akólouthos)                                          | Chemin, route, voyage, marche → suite, cortège ; compagnon de route | voir -coluth- |
| com-1                                                                             | κομέω (koméô)                                                                                                   | Prendre soin de | Nosocomial |
| com-2                                                                             | κόμη(kόmê) | Chevelure | Comète |
| coma-                                                                             | κῶμα (kỗma) | Sommeil profond | Coma, Comateux |
| comb-                                                                             | κύμβη (kúmbê)} ; κύμβαλον (kúmbalon)                                                                            | Objet concave, vase, tasse, coupe, petite barque ; cymbale | voir cymbal- |
| Côme                                                                              | κόσμος (kósmos)                                                                                                 | Ordre, bienséance, bon ordre, monde ordonné, parure de femme, ornement, considération | voir -cosmo- |
| coméd- ; comi-                                                                    | κῶμος (kỗmos) → κωμικός (kômikós) ; κωμῳδός (kômôidós)                                                          | Fête, festin, banquet → comique (poète ou acteur) ; comédien | Comédie, Comédien ; Comique |
| comi-                                                                             | κῶμος (kỗmos) → κωμικός (kômikós) ; κωμῳδός (kômôidós)                                                          | Fête, festin, banquet → comique (poète ou acteur) ; comédien | voir coméd- |
| comma                                                                             | κόμμα (kómma)                                                                                                   | Morceau, tranche, frappe, marque | Comma1, Comma2 |
| compso-                                                                           | κομψός (kompsós)                                                                                                | Élégant, joli, délicat, habile, adroit, ingénieux | Compsognathus |
| con-, coni-1, -cône ; can-2                                                       | κῶνος (kỗnos)                                                                                                   | Cône, pomme de pin, cimier | Cône, Conicité, Conifère, Conique, Conirostre, Conoïde, Conopée, Conops, Asiconops, Austroconops, Holoconops, Kératocône, Lenticône, Leptoconops, Tricône ; Canapé, Canopée |
| conc-                                                                             | κόγχος (kógkhos) ; κογχύλιον (kogkhúlion)                                                                       | Coquille ; coquillage | voir -conch- |
| -conch- ; conchyl- ; conqu-, conc-                                                | κόγχος (kógkhos) ; κογχύλιον (kogkhúlion)                                                                       | Coquille ; coquillage | Concher, Conchoïdal, Conchoïde, Conchyoline, Conchylis, Rostroconchia, Solenoconchia ; Conchyliculture, Conchylifère, Conchyliologie, Conchyliophage, Conchyliophilie ; Concarneau, Conque, Conques, Le Conquet, Monoconque, Protoconque, Solénoconque, Tétraconque, Triconque |
| conchyl-                                                                          | κόγχος (kógkhos) ; κογχύλιον (kogkhúlion)                                                                       | Coquille ; coquillage | voir -conch- |
| -condr-                                                                           | χόνδρος (khóndros)                                                                                              | Grain, graine de froment, froment ; cartilage | voir -chondro- |
| -condyl-                                                                          | κόνδυλος (kóndulos)                                                                                             | Renflement articulaire (du coude ou des doigts) | Condylarthre, Condyle, Condylome, Épicondyle, Épicondylite, Hypercondylie |
| -cône                                                                             | κῶνος (kỗnos)                                                                                                   | Cône, pomme de pin, cimier | voir con- |
| coni-1                                                                            | κῶνος (kỗnos)                                                                                                   | Cône, pomme de pin, cimier | voir con- |
| -coni-2 ; conid-                                                                  | κόνις (kónis)                                                                                                   | Poussière | Androconie, Cryoconite, Otoconie, Pneumoconiose ; Conidie, Conidiophore |
| coni-3                                                                            | κώνειον (kốneion)                                                                                               | Ciguë, jus de la ciguë | Conicine |
| conid-                                                                            | κόνις (kónis)                                                                                                   | Poussière | voir -coni-2 |
| conqu-                                                                            | κόγχος (kógkhos) ; κογχύλιον (kogkhúlion)                                                                       | Coquille ; coquillage | voir -conch- |
| -cope1 ; -copte                                                                   | κόπτω (kόptô)                                                                                                   | Couper, abattre | Apocope, Diacope, Eccope, Ostéocope, Péricope, Syncope, Xylocope ; Sarcopte |
| copé-2                                                                            | κώπη (kỗpê) | Poignée, manche, rame | Copépode |
| -copr-, -copro-                                                                   | κόπρος (kópros)                                                                                                 | Excrément | Coprin, Copris, Coprolagnie, Coprolalie, Coprolithe, Coprologie, Copromanie, Coprophagie, Coprophilie, Coprophobie, Eccoprotique, Encoprésie, Heliocopris |
| -copte                                                                            | κόπτω (kόptô)                                                                                                   | Couper, abattre | voir -cope1 |
| -coque ; cocc-, -cocci-, coccus                                                   | κόκκος (kókkos)                                                                                                 | Graine | Coque, Diplocoque, Échinocoque, Entérocoque, Gonocoque, Méningocoque, Microcoque, Staphylocoque, Streptocoque ; Coccidie, Coccidiose, Coccolithe, Coccus, Gonococcie |
| -cor-1, -cure- ; kour-                                                            | κόρη (kórê) ; κόρος (kóros) ; κοῦρος (koũros)                                                                   | Jeune fille ; pupille ; jeune homme | Coré, Corégone, Acorie, Anisocorie ; Dioscures ; Kouros |
| -cor-2                                                                            | κόρις(kóris) | Punaise | Coréopsis, Naucore, Pyrrhocoris |
| corac- ; -corax                                                                   | κόραξ,(kórax)                                                                                                   | Corbeau | Coracias, Coraciidés, Coraciiformes, Coracin, Coraco-brachial, Coracoïde1, Coracoïde2 ; Corax1, Corax2 (de Syracuse), Cyanocorax, Phalacrocorax, Pyrrhocorax |
| corail ; coral-, -coralliaire-                                                    | κοράλλιον (korállion)                                                                                           | Corail | Corail ; Coraline, Coralliaire, Corallien, Corallifère, Coralligène, Corallin1, Corallin2, Coralline1, Coralline2, Corallorhiza, Hexacoralliaire, Hydrocoralliaire, Octocoralliaire, Tétracoralliaire |
| coral-                                                                            | κοράλλιον (korállion)                                                                                           | Corail | voir corail |
| -coralliaire-                                                                     | κοράλλιον (korállion)                                                                                           | Corail | voir corail |
| -corax                                                                            | κόραξ,(kórax)                                                                                                   | Corbeau | voir corac- |
| cord- ; -chord-                                                                   | χορδή (khordế)                                                                                                  | Boyau, corde | Corde, Cordés, Cordillière, Cordite, Cordon ; Chorde, Chordome, Acrochorde, Acrochordon, Céphalochordés, Notochorde, Hémichordés, Protochordé, Urochordés |
| coriandr-                                                                         | κορίαννον(koríannon)                                                                                            | Coriandre | Coriandre |
| -coron-                                                                           | κορωνός (korônós) ; κορώνη,(korốnê)                                                                             | Recourbé ; corneille, saillie du coude, couronnement | Coronaire, Coronal, Coronaropathie, Coronavirus, Coronelle, Coronille, Coronographe, Coronoïde, Coronule, Géocoronal, Péricoronarite |
| cory-1 ; corymb-                                                                  | κόρυς,(kórus) ; κόρυμβος (kórumbos) ; κορύνη (korúnê)                                                           | Casque, tête ; sommet, extrémité, grappe de fruit en forme de pyramide ; massue | Corydale, Corydon, Corydonien, Corydoras, Coryloïdée, Corylophe, Corylopsis, Corynebacterium, Corynephorus, Corynepteris, Corynète, Coryneum, Corypha, Coryphée, Coryphène, Coryphodon, Coryste ; Corymbe |
| cory-2                                                                            | κόρυζα (kóruza).                                                                                                | Écoulement nasal, rhume, stupidité | Coryza |
| coryco-                                                                           | κώρυκος (kốrukos)                                                                                               | Sac de cuir, punching-ball | Corycomachie, Corycus |
| corymb-                                                                           | κόρυς,(kórus) ; κόρυμβος (kórumbos) ; κορύνη (korúnê)                                                           | Casque, tête ; sommet, extrémité, grappe de fruit en forme de pyramide ; massue | voir cory-1 |
| -cosmét-                                                                          | κόσμος (kósmos)                                                                                                 | Ordre, bienséance, bon ordre, monde ordonné, parure de femme, ornement, considération | voir -cosmo- |
| -cosmo- ; -cosmét- ; Côme                                                         | κόσμος (kósmos)                                                                                                 | Ordre, bienséance, bon ordre, monde ordonné, parure de femme, ornement, considération | Cosmas, Cosmicien, Cosmicité, Cosmobiologie, Cosmochimie, Cosmodicée, Cosmodrome, Cosmogénèse, Cosmogonie, Cosmographe, Cosmoïde, Cosmologie, Cosmonaute, (le) Cosmopolite, Cosmopolitisme, Cosmorama, Cosmosophie, Cosmo-tellurique, Cosmotriche, Cosmotron, Acosmisme, Macrocosme, Microcosme ; Cosmétique, Cosmétologie, Cosmétotextile, Phytocosmétique ; Côme |
| cothurn-                                                                          | κόθορνος (kóthornos)                                                                                            | Chaussure de femme, chaussure d'acteur | Cothurne |
| cotign-                                                                           | Kυδώνια (Kydốnia) → κυδώνιος (kydốnios)                                                                         | Kydônia (ancienne cité de Crête) → de Kydônia, coing | voir cydon- |
| -cotyl-                                                                           | κοτύλη (kotúlê) ; κοτυληδών (kotulêdốn)                                                                         | Creux, cavité, vase, coupe, bol ; cavité de la hanche | Cotyle, Cotylédon, Cotyloïde, Dicotylédone, Monocotylédone |
| crab-                                                                             | κάραβος (kárabos)                                                                                               | Escarbot, crabe, scarabée, homard, langouste | voir carab- |
| -crace                                                                            | κρατέω (kratéô) → κράτος (krátos)                                                                               | Maîtriser → force, vigueur, solidité | voir -crat-2 |
| -cran-, -crâne ; -crani-, -crâni-                                                 | κρανίον(kraníon)                                                                                                | Crâne, tête | Crâne, Crâner, Bucrane, Dolichocrâne, 54Dicranocère, Dicranum, Épicrâne, Néocrâne, Neurocrâne, Olécrane, Splanchnocrâne ; Craniectomie, Crânien, Cranioclasie, Cranioclaste, Craniographie, Craniologie, Craniométrie, Craniopharyngiome, Craniostat, Craniosténose, Craniosynostose, Craniotome, Dicraniomyia, Hémicrânie |
| -crani-, -crâni-                                                                  | κρανίον(kraníon)                                                                                                | Crâne, tête | voir -cran- |
| -cras- ; -crasie ; -crat-1                                                        | κεράννυμι (keránnumi) → κρᾶσις (krãsis) ; κρατήρ (kratếr)                                                       | Mélanger → mélange, crase ; cratère (grand vase servant au mélange de l'eau et du vin) | Crase, Hypocras, Idocrase ; Dyscrasie, Eucrasie, Idiosyncrasie ; Cratère, Craterelle, Acratopège, Idiosyncratique |
| -crasie                                                                           | κεράννυμι (keránnumi) → κρᾶσις (krãsis) ; κρατήρ (kratếr)                                                       | Mélanger → mélange, crase ; cratère (grand vase servant au mélange de l'eau et du vin) | voir -cras- |
| -crat-1                                                                           | κεράννυμι (keránnumi) → κρᾶσις (krãsis) ; κρατήρ (kratếr)                                                       | Mélanger → mélange, crase ; cratère (grand vase servant au mélange de l'eau et du vin) | voir -cras- |
| -crat-2, -crate ; -cratie ; -crace                                                | κρατέω (kratéô) → κράτος (krátos)                                                                               | Maîtriser → force, vigueur, solidité | Craton, Cratinos, Antiaristocrate, Antidémocrate, Aristocrate, Autocrate, Bureaucrate, Chrétien-démocrate, Cleptocrate, Cosmocrate, Démocrate, Doxocrate, Eurocrate, Gérontocrate, Hétérocrate, Hippocrate, Iphicrate, Isocrate, Leucocrate, Mélanocrate, Mésocrate, Néo-démocrate, Naucratis, Oxycrat, Pancratique, Pantocrator, Phallocrate, Physiocrate, Ploutocrate, Polycrate, Pornocrate, Socrate,Technocrate, Théocrate, Xénocrate ; Aristocratie, Démocratie, Gérontocratie, Idéocratie, Kleptocratie, Médiocratie, Méritocratie, Nucléocratie, Ochlocratie, Ploutocratie, Technocratie, Théocratie, Timocratie, Xénocratie ; Pancrace |
| -crate                                                                            | κρατέω (kratéô) → κράτος (krátos)                                                                               | Maîtriser → force, vigueur, solidité | voir -crat-2 |
| -cratie                                                                           | κρατέω (kratéô) → κράτος (krátos)                                                                               | Maîtriser → force, vigueur, solidité | voir -crat-2 |
| cratyl-                                                                           | Κρατύλος (Kratúlos)                                                                                             | Cratyle (disciple d’Héraclite et maître de Platon) | Cratylisme |
| cré-                                                                              | κρέας, -έατος (kréas, -éatos)                                                                                   | Chair, viande, corps | voir -créa- |
| -créa-, créo- ; -créat- ; cré-                                                    | κρέας, -έατος (kréas, -éatos)                                                                                   | Chair, viande, corps | Créodonte, Créophage, Créosote, Pancréas, Pancréozyme ; Créatine, Créatininémie, Créatinurie, Alacréatine ; Crésol, Crésyl |
| -créat-                                                                           | κρέας, -έατος (kréas, -éatos)                                                                                   | Chair, viande, corps | voir -créa- |
| créno-                                                                            | κρήνη (krếnê)                                                                                                   | Source, fontaine | Crénologie, Crénophile, Crénothérapie |
| créo-                                                                             | κρέας, -έατος (kréas, -éatos)                                                                                   | Chair, viande, corps | voir -créa- |
| crico-                                                                            | κρίκος (kríkos)                                                                                                 | Anneau, bague, collier, cerceau | Crico-aryténoïdien, Cricoïde |
| -crine1 ; -crit-                                                                  | κρίνω (krínô) → κριτήριον (kritếrion)                                                                           | Passer au crible, tamiser, séparer, choisir, secréter → faculté de juger, règle de discernement, critérium, tribunal | Apocrine, Endocrine, Exocrine, Holocrine, Mérocrine ; Critère, Critique, Hypocrite, Onomacrite |
| -crine2                                                                           | κρίνον (krínon)                                                                                                 | Lys | voir crino- |
| crino- ; -crine2                                                                  | κρίνον (krínon)                                                                                                 | Lys | Crinodendron, Crinoïde ; Encrine, Pentacrine1, Pentacrine2 |
| crio-                                                                             | κριός (kriós)                                                                                                   | Bélier | Criocère, Criocéphale |
| -cristal-, -cristall-, -cristallo-                                                | κρύος (krúos) → κρύσταλλος (krústallos)                                                                         | Froid → Glace, froid, cristal, verre | voir cryo- |
| -crit-                                                                            | κρίνω (krínô) → κριτήριον (kritếrion)                                                                           | Passer au crible, tamiser, séparer, choisir, secréter → faculté de juger, règle de discernement, critérium, tribunal | voir -crine1 |
| croc-                                                                             | κρόκος (krókos)                                                                                                 | Safran, (de la couleur du) jaune d'œuf | Crocus |
| crot-, -crote                                                                     | κροτέω (krotéô) → κρότος (krótos) ; κρόταλον (krótalon)                                                         | Faire retentir, frapper, battre → bruit de frappement, coup qui résonne ; castagnette | Crotale, Crotaphite, Anacrote, Dicrote, Tricrote |
| -croton                                                                           | κροτών (krotốn)                                                                                                 | Tique | Deinocroton |
| cry-                                                                              | κρύος (krúos) → κρύσταλλος (krústallos)                                                                         | Froid → Glace, froid, cristal, verre | voir cryo- |
| cryo-, cry- ; -cristal- ; -cristall-, -cristallo-                                 | κρύος (krúos) → κρύσταλλος (krústallos)                                                                         | Froid → Glace, froid, cristal, verre | Cryanesthésie, Cryergie, Cryobiologie, Cryocautérisation, Cryochirurgie, Cryoclastie, Cryoconducteur, Cryoconite, Cryoconservation, Cryofracture, Cryogénie, Cryohydratique, Cryolithe, Cryoluminescence, Cryomagnétisme, Cryométrie, Cryonie, Cryophore, Cryoscopie, Cryosol, Cryostat, Cryothenia, Cryothérapie ; Cristal, Microcristal, Monocristal, Phénocristal, Polycristal, Quasi-cristal, Semi-cristal, Xénocristal ; Cristallerie, Cristallier, Cristallin1, Cristallin2, Cristallisation, Cristalliser, Cristallochimie, Cristallogenèse, Cristallographie, Cristalloïde, Cristalloir Cristalloluminescence, Cristallomancie, Cristallométrie, Cristallophyllien, Piézocristallisation, Radiocristallographie |
| -cryph-                                                                           | κρυπτός (kruptós)                                                                                               | Caché | voir -crypt- |
| -crypt-, -crypto- ; -cryph- ; krypt-                                              | κρυπτός (kruptós)                                                                                               | Caché | Cryptage, Cryptanalyse, Crypte, Cryptobiote, Cryptobranche, Cryptogame, Cryptogène, Cryptogramme, Cryptographe, Cryptologue, Cryptomère, Cryptomnésie, Cryptonyme, Cryptophycée, Cryptorchide, Cryptorhynque, Décrypter, Encryptage, Hémicryptophyte ; Apocryphe ; Krypton |
| -crypto-                                                                          | κρυπτός (kruptós)                                                                                               | Caché | voir -crypt- |
| -ctém-                                                                            | κτῆμα (ktếma)                                                                                                   | Bien, propriété, domaine, chose précieuse | Euctémon |
| ctén(o)-                                                                          | κτείς, -ενός(kteís, -enós)                                                                                      | Peigne, râteau, pétoncle | Cténaire, Cténidie, Cténoïde, Cténophore |
| ctési-                                                                            | κτῆσις (ktêsis)                                                                                                 | Acquisition, bien, possession, fortune, propriété | Ctésiphon1, Ctésiphon2 |
| -ctone, -ctonie                                                                   | κτείνω (kteínô)                                                                                                 | Tuer | Androctone, Dendroctone, Rhizoctone, Sauroctone, Tauroctonie ; ne pas confondre avec -chton- |
| -cub- ; cyb-2                                                                     | κύβος(kúbos) | Cube, dé à jouer | Cubage, Cube, Cubique, Cubisme, Cuboctaèdre, Cuboïde, Cuboméduse, Archicube ; Cybocéphale |
| cuivr-                                                                            | Κύπρος (Κúpros) ; κύπρος (kúpros) ; κύπρις (kúpris)                                                             | Chypre ; henné (à fleurs blanches ou cyprus) ; (surnom d') Aphrodite | voir chypr- |
| cupr-1                                                                            | Κύπρος (Κúpros) ; κύπρος (kúpros) ; κύπρις (kúpris)                                                             | Chypre ; henné (à fleurs blanches ou cyprus) ; (surnom d') Aphrodite | voir chypr- |
| cupr-2                                                                            | κυπάρισσος(kupárissos)                                                                                          | Cyprès | voir cypr-2 |
| -cure-                                                                            | κόρη (kórê) ; κόρος (kóros) ; (κοῦρος) (koũros)                                                                 | Jeune fille ; pupille ; jeune homme | voir -cor-1 |
| curt-                                                                             | κυρτός (kurtós) ; κύρτωσις(kúrtôsis)                                                                            | Courbé ; courbure | Kurtosis |
| -cy-                                                                              | κύω (kúô) → κῦμα(kũma) ; κυμάτιον (kumátion) ; κύστις(kústis)                                                   | Être grosse, être enceinte, enfler, grossir → onde, vague, germe, pousse, embryon, fœtus ; cimaise ; vessie, sac, vésicule | voir -cysto- |
| -cyan-                                                                            | κύανος (kúanos)                                                                                                 | Bleu foncé | Cyan, Cyanamide, Cyanate, Cyanelle, Cyanhydrique, Cyanine, Cyanite, Cyanoacrylate, Cyanobactérie, Cyanocobalamine, Cyanophycée, Cyanophyte, Cyanose, Cyanure, Acrocyanose, Acyanoblepsie, Acyanopsie, Anthocyane, Isocyanate, Ferrocyanure, Hémocyanine, Phycocyanine, Pyocyanine, Thiocyanate |
| cyath-                                                                            | κύαθος (kúathos)                                                                                                | Coupe, tasse, ventouse, vase pour puiser, creux de la main | Cyathe, Cyathea, Cyathiforme, Cyathium, Cyatholipidae, Cyathopsis, Cyathotrochus, Cyathula |
| cyb-1                                                                             | κυβερνάω (kubernáô) → κυβερνήτης (kubernếtês)                                                                   | Diriger → Pilote, commandant | voir cyber- |
| cyb-2                                                                             | κύβος(kúbos) | Cube, dé à jouer | voir -cub- |
| -cyb-3                                                                            | κύβη,(kúbê) → κυβιστάω (kubistáô)                                                                               | Tête → culbuter, plonger (tête la première) | Cybister, Clitocybe, Hygrocybe, Inocybe, Psilocybe, Psilocybine |
| cyber- ; cyb-1 ; -gouvern-                                                        | κυβερνάω (kubernáô).→ κυβερνήτης (kubernếtês)                                                                   | Diriger → Pilote, commandant | Cybercafé, Cybercriminalité, Cybermonde, Cybernaute, Cybernétique, Cybernine, Cyberterrorisme ; Cyborg ; Gouvernail, Gouvernante1, Gouvernante2, Gouverne, Gouvernement, Gouverner, Gouverneur |
| cyc-                                                                              | κύιξ (kúïx) ; κόιξ (kóïx)                                                                                       | Sorte de palmier ; palmier d'Égypte, cycas | Cycadée, Cycadophyte, Cycas |
| -cycl-                                                                            | κύκλος (kúklos)                                                                                                 | Cercle | voir -cyclo- |
| -cyclo-, -cycl- ; ciclo-                                                          | κύκλος (kúklos)                                                                                                 | Cercle | Cyclades, Cyclamate, Cyclamen, Cyclamine, Cyclamor, Cyclane, Cyclathlon, Cycle, Cyclicité, Cycline, Cyclique, Cyclisme, Cycloalcane, Cycloate, Cyclobranche, Cyclobutane, Cyclocarpe, Cyclocèle, Cyclocéphale, Cyclocosmie, Cyclogastre, Cyclographe, Cycloheptane, Cyclohexane,Cyclohexylamine, Cycloïde, Cyclolithe, Cyclomètre1, Cyclomètre2, Cyclomorphe, Cyclone, Cyclonomade, Cyclonomie, Cyclonote, Cyclooctane, Cyclope, Cyclopéen, Cyclopentane, Cyclophane, Cyclophile, Cyclophiline, Cyclophobie, Cyclophore, Cyclophorie, Cyclopropamide, Cyclophylle, Cyclophyllidien, Cyclopie, Cyclopite, Cycloptère, Cyclorama, Cycloscope, Cyclose, Cyclosperme, Cyclosporine, Cyclostome, Cyclostyle, Cyclothèle, Cyclothérapie, Cyclothymique, Cyclotome, Cyclotomique, Cyclotron, Cycloxydime, Cyclozoaire, Cyclure, Cycluron, Acyclique, Adényl-cyclase, Alicyclique, Anacycle, Anacyclique, Anisocycle, Anthracycline, Anticyclique, Anticyclogénèse, Anticyclone, Bicycle, Bicyclette, Bicyclique, Carbocyclique, Chlortétracycline, Cocycle, Cocyclique, Contracyclique, Doxycycline, Électrocyclique, Encyclique, Encyclopédie, Épicycle, Épicycloïde, Ergocycle, Géocyclique, Hexachlorocyclohexane, Hémicycle, Hétérocycle, hexachlorocyclohexane, Hexacycle, Homocyclique, Horocycle, Hypocycloïde, Iridocyclite, Kilocycle, Macrocycle, Mésocycle, Microcycle, Monocycle, Monocyclique, Néocyclique, Octacyclique, Péricycle, Péricycloïde, Polycyclique, Pseudocycle, Recyclage, Synchrocyclotron, Tétracycline, Tricycle ; Ciclosporine |
| -cyd-                                                                             | κῦδος (kũdos)                                                                                                   | Gloire, renommée | Thucydide |
| cydon- ; cogn- ; coing ; cotign-                                                  | Kυδώνια (Kydốnia) → κυδώνιος (kydốnios)                                                                         | Kydônia (ancienne cité de Crête) → de Kydônia, coing | Cydonia1, Cydonia2 ; Cognassier ; Coing ; Cotignac |
| cygn-                                                                             | κύκνος (kúknos)                                                                                                 | Cygne | Cygne |
| -cylindr- ; calandr-1 ;                                                           | κύλινδρος (kúlindros)                                                                                           | Cylindre, corps rond ou cylindrique | Cylindraxe, Cylindre, Cylindrée, Cylindrique, Cylindroïde, Cylindrome, Cylindrose, Hémicylindrique, Monocylindre ; Calandre1(d'une automobile) |
| cym-                                                                              | κύω (kúô) → κῦμα(kũma) ; κυμάτιον (kumátion) ; κύστις(kústis)                                                   | Être grosse, être enceinte, enfler, grossir → onde, vague, germe, pousse, embryon, fœtus ; cimaise ; vessie, sac, vésicule | voir -cysto- |
| cymbal- ; comb-                                                                   | κύμβη (kúmbê) ; κύμβαλον (kúmbalon)                                                                             | Objet concave, vase, tasse, coupe, petite barque ; cymbale | Cymbalaire, Cymbale, Cymbaliforme, Cymbalum ; Combe |
| -cyn-                                                                             | κύων, -νός (kúôn, -nós)                                                                                         | Chien | voir -cyno- |
| cynar-                                                                            | κυνάρα (kunára)                                                                                                 | Cardon, artichaut | Cynarine |
| -cyno-, -cyn- ; -cyon- ; -cin                                                     | κύων, -νός (kúôn, -nós)                                                                                         | Chien | Cynancie, Cynanque, Cynanthropie, Cynégétique, Cynhyène, Cynipidés, Cynips, Cynisme, Cynocéphale, Cynodon1, Cynodon2, Cynodonte, Cynodrome, Cynoglosse, Cynologie, Cynophilie, Cynophobie, Cynorrhodon, Apocynacée, Dicynodonte ; Cyon, Hydrocyon, Procyonidé, Otocyon, Urocyon ; Apocin |
| -cyon-                                                                            | κύων, -νός (kúôn, -nós)                                                                                         | Chien | voir -cyno- |
| -cypar-                                                                           | κυπάρισσος(kupárissos)                                                                                          | Cyprès | voir cypr-2 |
| cypho-                                                                            | κυφός (kuphós) ; κύφωμα (kúphôma)                                                                               | Courbé en avant, voûté ; convexité, bosse | Cyphomandra, Cyphoscoliose, Cyphose |
| cypr-1                                                                            | Κύπρος (Κúpros) ; κύπρος (kúpros) ; κύπρις (kúpris)                                                             | Chypre ; Henné (à fleurs blanches ou cyprus) ; (surnom d') Aphrodite | voir chypr- |
| cypr-2 ; -cypar- ; kypar- ; cupr-2                                                | κυπάρισσος(kupárissos)                                                                                          | Cyprès | Cyprès ; Cyparisse, Chamaecyparis ; Kyparissia ; Cupressus |
| cyprin-                                                                           | κυπρῖνος (kuprĩnos)                                                                                             | Carpe (poisson) | Cyprin, Cyprinidé |
| -cyst-                                                                            | κύω (kúô) → κῦμα(kũma) ; κυμάτιον (kumátion) ; κύστις(kústis)                                                   | Être grosse, être enceinte, enfler, grossir → onde, vague, germe, pousse, embryon, fœtus ; cimaise ; vessie, sac, vésicule | voir -cysto- |
| -cysto-, -cyst- ; cim- ; cym- ; -cy- ; -kyst- ; kymo-                             | κύω (kúô) → κῦμα(kũma) ; κυμάτιον (kumátion) ; κύστις(kústis)                                                   | Être grosse, être enceinte, enfler, grossir → onde, vague, germe, pousse, embryon, fœtus ; cimaise ; vessie, sac, vésicule | Cystadénome, Cystalgie, Cyste, Cystectasie, Cystectomie, Cystéine, Cystéolithe, Cysticerque, Cystide, Cystidé, Cystine, Cystite, Cystocèle, Cystoïde, Cystolithe, Cystophora, Cystoplégie, Cystoscopie, Cystoseire, Acrocyste, Aérocyste, Blastocyste, Ceratocystis, Cholécystite, Cholécystokinine, Cnidocyste, Dacryocystite, Gamétocyste, Hydrocyste, Macrocyste, Myrmécocyste, Nématocyste, Néréocyste, Oocyste, Otocyste, Spermatocyste, Sporocyste, Statocyste, Trichocyste ; Cimaise, Cime, Cimier ; Alcyon1, Alcyon2 ; Cymation, Cymatophore, Cyme, Cymodocée1, Cymodocée2, Cymomètre, Cymophane ; Kyste, Enkyster ; Kymographe |
| -cyte                                                                             | κύτος(kútos) | Cellule, cavité | voir -cyto- |
| -cyther-1                                                                         | κιθάρα (kithára)                                                                                                | Cithare | voir cithar- |
| cyther-2                                                                          | Kύθηρα (Kúthêra)                                                                                                | Cythère (Île de) | voir cythèr- |
| cythèr-, cythér-, cyther-2                                                        | Kύθηρα (Kúthêra)                                                                                                | Cythère (Île de) | Cythère, Cytherea1, Cytherea2, Cytherea3, Cythérée, Cythereinae |
| -cyti-                                                                            | κύτος(kútos) | Cellule, cavité | voir -cyto- |
| -cyto- ; -cyte ; -cyti-                                                           | κύτος(kútos) | Cellule, cavité | Cytogénétique, Cytoplasme, Cytosine, Agranulocytose, Drépanocytose, Érythrocyte, Érythrocytose , Phagocytose ; Leucocyte, Lymphocyte, Normocyte, Ostéocyte, Ovocyte ; Cœnocytique, Kalicytie, Syncytium |